# Alfred Vulpian

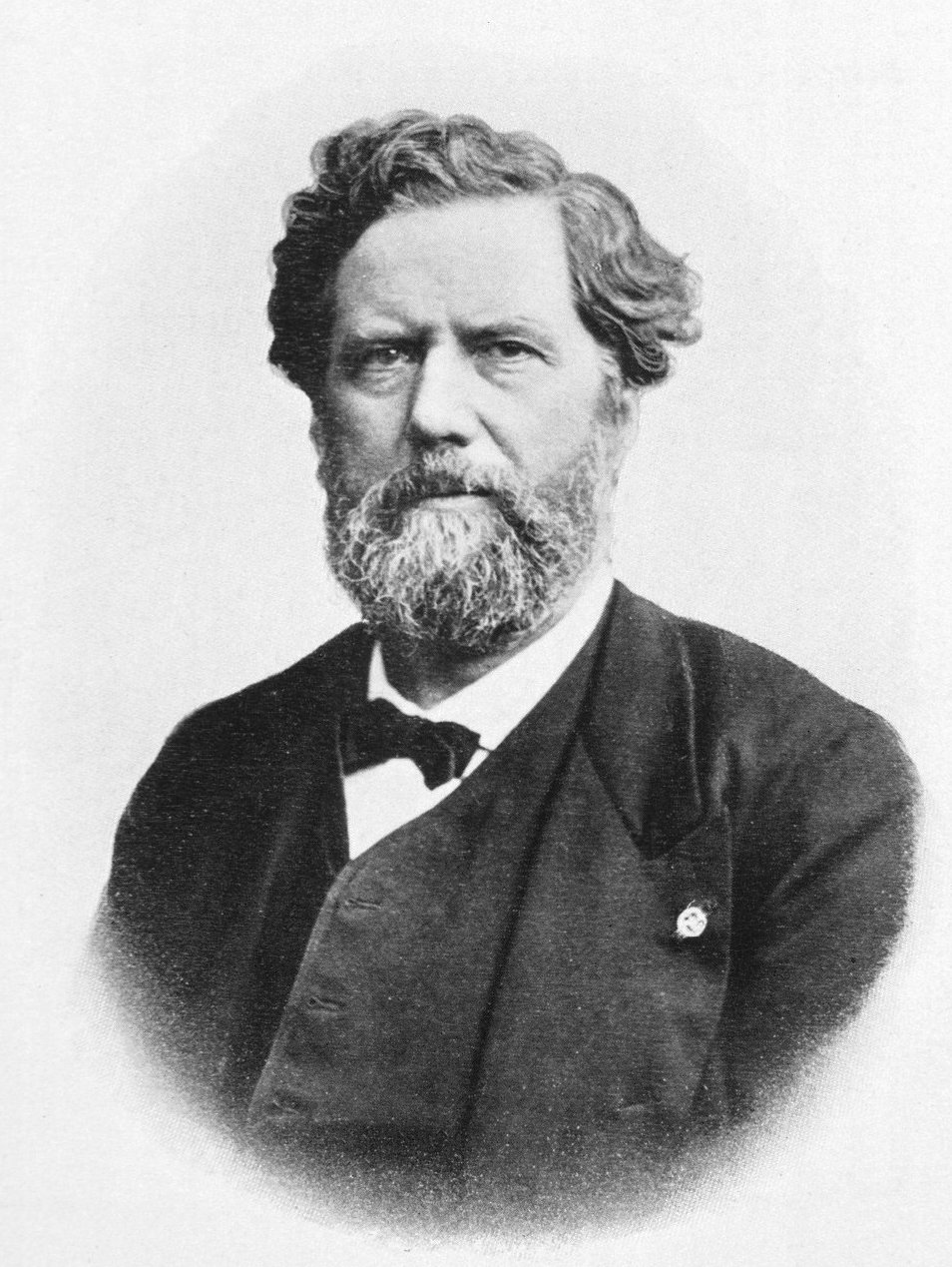
Alfred Vulpian

Edmé Félix Alfred Vulpian (Parijs, 5 januari 1826 - 17 mei 1887) was een Frans arts gespecialiseerd in fysiologie.
Vulpian studeerde af als arts in 1854 en werd doctor in de geneeskunde in 1860. Hij was een leerling van Pierre Flourens. Hij werd arts in het ziekenhuis van Salpêtrière in Parijs. Hij deed onderzoek naar de fysiologie van het zenuwstelsel. In 1860 werd hij lid van de Académie de médicine en in 1876 werd hij gekozen als lid van de Académie des sciences in de sectie geneeskunde, als vervanger van Andral. In 1868 werd hij professor aan de École de médicine, eerst in pathologische anatomie en later in experimentele pathologie.
Hij stierf op 61-jarige leeftijd. Zijn gezondheid ging langzaam achteruit en hij was getekend door de dood van zijn kind en daarna zijn vrouw.
Vulpian was officier in het Legioen van Eer.

## Bibliografie

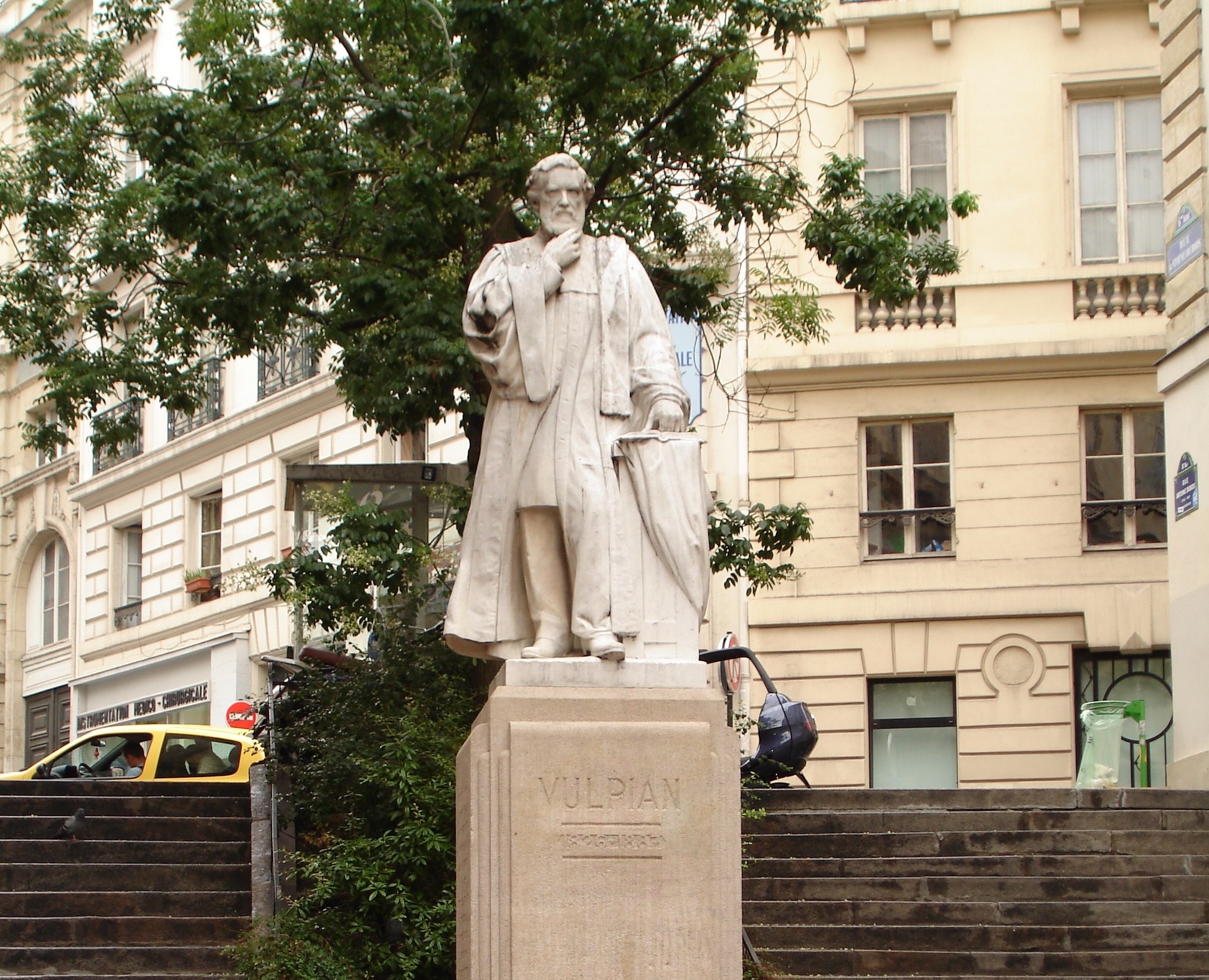
Standbeeld van Vulpian in de rue Antoine Dubois (Parijs)